# هزارة السريع
هزارة السريع (بالأردوية: ہزارہ ایکسپریس)‏ هو قطار ركاب تشغله السكك الحديدية الباكستانية بين كراجي وحويليان في مقاطعة خيبر باختونخوا. تستغرق الرحلة نحو 33 ساعة لقطع مسافة منشورة تبلغ 1,594 كيلومتر (990 ميل)، يسافرون على امتداد خط سكة حديد كراجي - بيشاور وخط فرع خانيوال - وزير أباد وخط فرع شوركوت - لاله موسى وخط سكة حديد خنجراب.